# Macarena Borie
Macarena Borie (* 13. September 1994) ist eine chilenische Leichtathletin, die sich auf den Sprint und Weitsprung spezialisiert hat.

## Sportliche Laufbahn
Erste internationale Erfahrungen sammelte Macarena Borie im Jahr 2010, als sie bei den U23-Südamerikameisterschaften, die im Zuge der Südamerikaspiele in Medellín stattfanden in 12,37 s den achten Platz im 100-Meter-Lauf belegte. Anschließend startete sie über 100 m bei den erstmals ausgetragenen Olympischen Jugendspielen in Singapur und gelangte dort mit 12,41 s auf Rang fünf im B-Finale. Im Oktober wurde sie dann bei den Jugendsüdamerikameisterschaften in Santiago de Chile in 12,34 s Fünfte. Im Jahr darauf gewann sie bei den Juniorensüdamerikameisterschaften in Medellín in 46,97 s die Bronzemedaille mit der chilenischen 4-mal-100-Meter-Staffel und belegte mit der 4-mal-400-Meter-Staffel in 4:10,12 min den fünften Platz. 2014 klassierte sie sich bei den U23-Südamerikameisterschaften in Montevideo mit 5,83 m auf dem sechsten Platz im Weitsprung und gewann mit der 4-mal-100-Meter-Staffel in 46,80 s die Bronzemedaille hinter den Teams aus Brasilien und Venezuela. Im Jahr darauf nahm sie an der Sommer-Universiade in Gwangju teil und schied dort mit 5,35 m in der Weitsprungqualifikation aus. 2016 gewann sie bei den U23-Südamerikameisterschaften in Lima mit 5,69 m die Silbermedaille im Weitsprung hinter der Brasilianerin Claudine Paola de Jesus und wurde im Staffelbewerb in 48,71 s Vierte.
2017 belegte sie bei den Südamerikameisterschaften in Luque mit 6,14 m den sechsten Platz im Weitsprung und erreichte mit der Staffel nach 46,02 s Rang vier. 2022 startete sie dann im 60-Meter-Lauf bei den Hallensüdamerikameisterschaften in Cochabamba und gewann dort in 7,43 s die Bronzemedaille hinter den Brasilianerinnen Rosângela Santos und Vitória Cristina Rosa. Anfang Juli belegte sie bei den Juegos Bolivarianos in Valledupar in 11,77 s den sechsten Platz über 100 Meter und gewann mit der 4-mal-100-Meter-Staffel in 44,57 s die Silbermedaille hinter dem kolumbianischen Team. Im Oktober nahm sie an den Südamerikaspielen in Asunción teil und gewann dort in 45,04 s gemeinsam mit María Montt, Isidora Jiménez und Javiera Cañas die Silbermedaille hinter Kolumbien.
2018 wurde Borie chilenische Meisterin im Weitsprung.

## Persönliche Bestzeiten
- 100 Meter: 11,66 s (+0,3 m/s), 4. Juni 2022 in Cochabamba
  - 60 Meter (Halle): 7,91 s, 12. Dezember 2015 in Nampa
- 200 Meter: 24,30 s (+0,6 m/s), 21. April 2021 in Santiago de Chile
  - 200 Meter (Halle): 25,84 s, 12. Dezember 2015 in Nampa
- Weitsprung: 6,24 m (+1,2 m/s), 20. Juli 2014 in Vitoria-Gasteiz